# 앨리슨 코트
앨리슨 코트(Alyson Court, 1973년 11월 9일 ~ )는 캐나다의 배우, 성우이다.
토론토에서 태어났다.

## 영화
- 레지던트 이블: 디제너레이션 (2008년)
- 제리 앤 톰 (1998년)
- 실버 서퍼 (1998년)
- 엑스맨 - TV 시리즈 (1992년)
- 랜턴 힐 (1990년)
- 비틀쥬스 - TV 만화 시리즈 (1989년)
- 우리 엄마 최고 (1988년)
- 아기 곰 구출단 3 (1987년)
- 아기 곰 구출단 2 (1986년)
- 팔로우 댓 버드 (1985년)